# Misery (1990.)
Misery je američki horor iz 1990., baziran na istoimenom romanu Stephena Kinga (Misery). Film koji je režirao Rob Reiner, pokupio je hvalospjeve kritičara za izvanrednu izvedbu Annie Wilkes, koju je u filmu glumila Kathy Bates.

## Radnja
Paul Sheldon je pisac vrlo uspješnog serijala romana "Misery". Nakon što dotični pisac doživi prometnu nezgodu, spašava ga žena po imenu Annie Wilkes. U prometnoj su mu se ozljedile noge i on ne može hodati. Na početku se čini kako Annie, koja se predstavlja kao medicinska sestra, želi Paulu sve najbolje. Ona mu donosi lijekove protiv bolova, hrani ga i ne prestaje pričati kako je njegova najveća obožavateljica. No, uskoro postaje jasno kako je Annie psihički nestabilna osoba. Nakon što uz Paulovo dopuštenje pročita njegov trenutni, neobjavljeni rukopis (koji nije vezan uz Misery serijal), ona postaje razočarana i ljuta zbog toga što ne može shvatiti kvalitetu njegovog trenutnog rada i zbog toga što fanatično obožava serijal Misery koji je namijenjen širokoj publici.
Tijekom njegovog boravka u kući Annie Wilkes, na kioske izlazi najnovija knjiga Misery serijala (Miserino dijete), knjiga koju Annie s velikim žarom počinje čitati i ne znajući kako ova knjiga (pa i cijeli serijal) završava Miserinom smrću. Nakon što se izviče na Paula, ona mu donosi njegov neobjavljeni rukopis i kutiju šibica, te ga natjera na paljenje svoje knjiga.
Sljedećeg dana ona mu donosi mašinu za pisanje i papir potreban za nju, te mu govori kako mora ispraviti knjigu i vratiti Misery u život. Tijekom ovog razgovora Paul primjećuje pribadaču na podu, nakon čega govori Annie kako ne može pisati na ovom papiru jer se na njemu mulja tinta. Ubrzo potom ljutita Annie odlazi nazad u grad po novu vrstu papira, što Paul koristi kako bi ugrabio pribadaču s kojom potom otključava vrata. Ipak, pribadača mu ne pomaže, jer otkriva kako nema kamo pobjeći, stoga umjesto bijega on počinje raditi na novoj knjizi.
Nešto poslije, on uspjeva izaći iz svoje sobe i istražiti kuću, u kojoj pronalazi bilježnicu s isječcima koji upućuju na to da je Annie osuđeni serijski ubojica. Nakon toga on odlazi nazad u svoju sobu, u kojoj se budi usred noći tek da bi uspio vidjeti kako Annie ubrizgava u njega nekakvu tekućinu koja ga omamljuje. Sljedećeg jutra Paul otkriva kako ga je Annie, koja mu tada priznaje kako je saznala da je izlazio izvan svoje sobe, vezala za krevet. Ubrzo potom, ona mu lomi nožne zglobove kako ne bi mogao pobjeći (U knjizi, ona mu odreže stopalo.). U međuvremenu, dok mnogi ljudi pretpostavljaju kako je Paul mrtav, lokalni policajac sumnja da je on još uvijek živ i slijedom raznih tragova dolazi do Annie. Annie uočava policajčev dolazak, te brzo onesviještava Paula i odvlači ga u sobu. Nakon relativno kratkog traganja, policajac pronalazi Paula, no ubrzo potom biva ranjen nekoliko puta od strane Annie.
Nedugo potom Annie izjavljuje ljubav Paulu i govori mu kako moraju zajedno umrijeti. Primijetivši na podu do sebe nekakvu tekućinu za upaljač, Paul uspjeva nagovoriti Annie da ga prvo pusti da završi knjigu. Annie potom odlazi po njegova kolica, što on koristi za spremanje boce s tekućinom u svoje hlače. Nakon što završi knjigu Paul traži od Annie da mu donese cigaretu, šibice, čašu i bocu šampanjca. Potom joj još govori kako treba donijeti dvije čaše. Za vrijeme njenog odsustva Paul zalijeva rukopis tekućinom za upaljače i pali šibicu. U trenutku njenog ulaska u sobu Paul pali knjigu, što Annie potpuno izbezumljuje. Nakon krvave borbe, Paul uspjeva ubiti Annie. Osamnaest mjeseci kasnije, Paul je pronađen i njegova nova knjiga doživljava veliki uspjeh (Paul je zapalio gomilu praznih papira a ne svoj rukopis). Paul priznaje kako mu se Annie još uvijek s vremena na vrijeme pojavljuje pred očima. Film završava tako što konobarica govori Paulu: "..ja sam vaša najveća obožavateljica"

## Glavne uloge
- James Caan - Paul Sheldon
- Kathy Bates - Annie Wilkes
- Richard Farnsworth - Buster
- Frances Sternhagen - Virginia
- Lauren Bacall - Marcia Sindell
- Graham Jarvis - Libby
- Jerry Potter - Pete
- Thomas Brunelle - TV voditelj
- June Christopher - TV voditeljica
- Julie Payne - Reporter 1
- Archie Hahn III - Reporter 2
- Gregory Snegoff - Reporter 3
- Wendy Bowers - konobarica
- Rob Reiner - pilot helikoptera
- J.T. Walsh - Sherman Douglas
- Jem Sanlisoy - Turk Turkilton III
- Scott Ernst Wilson - Paul Young
- Chris Ogilvie - stara žena koja prodaje kišobrane

## Nagrade i drugi uspjesi
- Oscar (1991): najbolja glavna ženska uloga - Kathy Bates
- Golden Globe (1991): najbolja ženska izvedba na filmu (drama) - Kathy Bates
- CFCA Award (1991): najbolja glumica - Kathy Bates
- Saturn Award (1992): najbolja glumica - Kathy Bates
- Saturn Award (1992): najbolji glumac - James Caan
- Saturn Award (1992): najbolji horror film
- Saturn Award (1992): najbolja sporedna ženska uloga - Frances Sternhagen
- Saturn Award (1992): najbolji scenarij - William Goldman

## Glazba iz filma
1. Number One Fan
2. She Can't Be Dead
3. Open House
4. Go To Your Room
5. Buster's Last Stand
6. Misery's Return

## Vanjske poveznice
- Misery u internetskoj bazi filmova IMDb-a
- StephenKing.com o filmu  Arhivirana inačica izvorne stranice od 14. studenoga 2006. (Wayback Machine)
- Moviephone o detaljima filma  Arhivirana inačica izvorne stranice od 26. rujna 2020. (Wayback Machine)
- Udruga kritičara iz Chicaga je svrstala film među 100 najstrašnijih filmova svih vremena  Arhivirana inačica izvorne stranice od 13. siječnja 2007. (Wayback Machine)
- O knjizi Misery  Arhivirana inačica izvorne stranice od 7. listopada 2010. (Wayback Machine)